# Tatort: Das erste Opfer
Das erste Opfer ist ein Fernsehfilm aus der Krimireihe Tatort, der am 9. Oktober 2011 erstgesendet wurde. Er ist die neunte Folge des Stuttgarter Ermittlerteams Lannert und Bootz.

## Handlung
Der Bauunternehmer Detlef Börner wurde in seinem Baucontainer tot aufgefunden. Er wurde erst mit einem Radlader schwer verletzt und verstarb dann durch Verbluten, weil ihm anschließend ein Blutgerinnungshemmer injiziert wurde. Als die Leiche untersucht wird, werden die Kommissare zu einem weiteren Mordfall gerufen. Das Opfer ist die Restaurantbesitzerin Sigrun Karrenbrock, die auf einem Feldweg vorsätzlich überrollt wurde. Dass an beiden Tatorten identische Fotos desselben Mädchens gefunden werden, deutet auf einen Zusammenhang zwischen den Mordfällen hin. Die Kommissare erfahren, dass Karrenbrock und Börner vor 15 Jahren – die Zeit, aus der das Foto stammt – ein Paar waren. Bald rückt der Rechtsanwalt Michael Joswig vermehrt ins Geschehen, der angibt, die Opfer nicht zu kennen, aber seine Angst nicht verbergen kann.
In der Zwischenzeit wurde der Anwalt Heiner Horsch als Halter des Wagens ermittelt, mit dem Karrenbrock überfahren wurde. Er beteuert seine Unschuld.  Die Ermittler finden heraus, dass er vor 15 Jahren als Staatsanwalt einen Fall von Unfallflucht behandelte, bei dem Börner, Karrenbrock und Joswig im betrunkenen Zustand mit einem Auto unterwegs waren und das Mädchen überfuhren, das auf dem Bild an den jetzigen Tatorten abgebildet ist; sie wurden aus Mangel an Beweisen freigesprochen. Horsch hatte durch Vorteilnahme von dem Freispruch profitiert.
Joswig offenbart sich schließlich der Polizei und bekommt vorübergehend Polizeischutz. Nachdem mit dem Vater des Unfallopfers der Täter gefasst scheint, wird der Polizeischutz aufgehoben. Lannert und Bootz schließen nach der Befragung der Mutter des Unfallopfers aber darauf, dass der Lebensgefährte des Mädchens inzwischen in der kriminaltechnischen Abteilung des Präsidiums arbeitete und dadurch Zugang zu den Akten des verjährten Falles und zum aktuellen Ermittlungsstand hat. Sie erkennen in ihm den tatsächlichen, von Rachemotiven getriebenen Täter. Inzwischen wird Joswig von ihm entführt, und er bereitet Joswigs Tötung durch ein vorbeifahrendes Auto an der früheren Unfallstelle vor. Die Tat kann von Lannert und Bootz im letzten Moment verhindert werden.

## Hintergrund
Der Film wurde von Maran Film und dem Südwestrundfunk produziert. Die Dreharbeiten fanden vom 22. Februar 2011 bis zum 25. März 2011 statt. Dreharbeiten fanden außer in Stuttgart selbst noch in Baden-Baden, Karlsruhe und Freiberg am Neckar statt.
Besonders auffällig als Drehort ist das auf allen Seiten vollständig verglaste Haus R128 des Architekten Werner Sobek.

## Rezeption

### Einschaltquoten
Die Erstausstrahlung am 9. Oktober 2011 wurde in Deutschland insgesamt von 9,66 Millionen Zuschauern gesehen und erreichte einen Marktanteil von 26,8 Prozent für Das Erste; in der Gruppe der 14–49-jährigen Zuschauer konnten 2,76 Millionen Zuschauer und ein Marktanteil von 18,4 % erreicht werden. Damit ist der Tatort der bislang erfolgreichste Stuttgarter Tatort mit Richy Müller und Felix Klare.

### Kritik
Der Tatort polarisierte die Kritiker. So schrieb das Hamburger Abendblatt: „Kaltblütiger Rachefeldzug zur besten Sendezeit - Der neue Stuttgart-‚Tatort‘ ist ungewöhnlich brutal und gut.“
In den Lübecker Nachrichten war ebenfalls lobend zu lesen: „Der Spannungsaufbau ist Regisseur Nicolai Rohde und den Autoren Stephan Brüggenthies, Leo P. Ard und Birgit Grosz bestens gelungen. Und Stilmittel wie der mysteriöse Anruf bei Anwalt Michael Joswig (sehr gut gespielt von Hans-Werner Meyer) oder das fehlende Foto in der Unfallakte halten diese Spannung über die 90 Minuten immer aufrecht. Zwei richtige Schocker-Szenen, in denen der Täter plötzlich zuschlägt, tragen auch ihren Teil dazu bei, ebenso wie die gut passende und eingesetzte Musik.“
Anne Haeming von der TAZ meinte allerdings: „Es passt zum antiquierten dramaturgischen Konzept, dem Zuschauer Zeile für Zeile vorzukauen, als würde er ohne die Redundanzen nichts kapieren.“
Rainer Tittelbach von tittelbach.tv schrieb ähnlich zweifelnd: „Zwei Morde mit grausamer Tötungsmethode beschäftigen die Stuttgarter Kommissare. Geht es um eine späte Rache? ‚Das erste Opfer‘ ist nicht unspannend, aber dramaturgisch hapert's und Mord-Kommentare à la ‚eine schreckliche Sache‘ wollen wir im ‚Tatort‘ nicht mehr hören! Langsam müssen Richy Müller & Co aufpassen, dass sie nicht den Kredit verspielen, der ihnen als Bienzle-Nachfolger von Kritik und Publikum reichlich gewährt wurde.“
Auch Christian Sieben von der Rheinischen Post kritisierte: „Die Hauptdarsteller können den Film nicht retten. Richy Müllers anfängliche Coolness wirkt inzwischen wie gelangweilte Teilnahmslosigkeit. Sein Kollege Bootz hat zwei süße Kinder, sonst bleibt die Figur blass und beliebig. Der Gag am Ende ist so lahm, man kann ihn gar nicht nacherzählen.“
Bei n-tv.de stellte Nora Warrach fest: „Zum Gruseln war es. Zwei Morde, aus Rache. Und das nächste Opfer hat seine Warnung bereits erhalten. Doch dem Tatort aus Stuttgart ging irgendwann die Luft aus.“